# Haloragis stricta
Haloragis stricta es una especie de planta floral perteneciente al género Haloragis, de la familia Haloragaceae, orden Saxifragales. Crece en el bioma subtropical.
Fue descrita por R.Br. ex Benth. La especie es válida y aceptada y aparece registrada en una sección de la publicación Flora Australiensis: una descripción de las plantas del territorio de Australia 2: 482 de 1864.

## Distribución
Se distribuye por Queensland y Nueva Gales del Sur.